# Bebeto
José Roberto Gama de Oliveira (Salvador, 16 februari 1964), beter bekend onder de naam Bebeto, is een Braziliaans voormalig profvoetballer. Hij speelde als aanvaller voor onder andere Deportivo La Coruña in Spanje. Bebeto werd in 1989 verkozen tot Zuid-Amerikaans Voetballer van het Jaar.

## Clubcarrière
Bebeto speelde in eigen land voor EC Vitória (1983-1984), Flamengo (1985-1988) en CR Vasco da Gama (1989-1992), voordat hij in 1992 naar Europa vertrok. Daar ging Bebeto spelen bij Deportivo La Coruña. Zijn komst, samen met die van landgenoot Mauro Silva, markeerde het begin van een nieuw tijdperk. Met Bebeto zou Depor voor het eerst een topclub in Spanje worden. Aangezien een van zijn grootouders afkomstig was uit Galicië viel Bebeto niet onder de buitenlandersrestrictie.
In zijn eerste seizoen werd hij al pichichi (topscorer van de Primera División) met 29 doelpunten. Bovendien behaalde Deportivo de derde plaats in de competitie. In het seizoen 1993/1994 werd Deportivo bijna landskampioen, maar door een gemiste strafschop van Miroslav Đukić op de slotspeeldag tegen Valencia CF ging de titel naar FC Barcelona. In 1995 kwam alsnog een prijs bij Deportivo terecht: de Copa del Rey. In 1996 vertrok Bebeto naar Sevilla FC. Daarna speelde hij voor Botafogo FR, Kashima Antlers, Vasco da Gama en Al-Ittihad. In 2002 beëindigde hij zijn carrière als profvoetballer.

## Interlandcarrière
Bebeto speelde 75 interlands voor Brazilië en hij maakte 39 doelpunten. Met Brazilië nam Bebeto deel aan de WK-eindronden van WK 1990, WK 1994 en WK 1998, en de Confederations Cup van 1997. Bij het WK van 1994 werd hij met Brazilië wereldkampioen. Bebeto vormde destijds een gevreesd aanvalsduo met Romário. Na het doelpunt van Bebeto tegen het Nederlands Elftal imiteerden hij, Romário en Mazinho het wiegen van een kindje, refererend aan de pasgeboren baby van Bebeto, Mattheus. Vele voetballers hebben deze beweging in de loop der jaren overgenomen.